# Civiltà atestina
La civiltà atestina o cultura atestina, anche detta civiltà paleoveneta, è una facies dell'Italia protostorica, diffusa nell'attuale territorio del Veneto, e sviluppatasi tra la prima età del ferro (IX secolo a.C.) e l'età romana (I secolo a.C.) e derivata dalla precedente e più estesa cultura protovillanoviana.
Essa prende il suo nome da Este in provincia di Padova, che ne fu il centro principale, ed è detta anche "civiltà delle situle", dal nome degli oggetti tipici della sua produzione.
L'economia era fondata sull'agricoltura, l'allevamento delle pecore, la pesca in acqua dolce. Si praticavano scambi con l'Etruria padana sin da epoca villanoviana, in particolare con l'area bolognese, con l'Etruria tirrenica, la Slovenia, il Tirolo e la regione hallstattiana.

## Cronologia
Si distinguono 4 fasi. Este II ed Este III corrispondono alla fase orientalizzante della civiltà etrusca. Este IV termina con la Romanizzazione. La suddivisione in quattro fasi della civiltà atestina fu elaborata per la prima volta da Alessandro Prosdocimi e pubblicata nel 1882 in “Notizie degli Scavi di Antichità” rivista ufficiale dell'Accademia Nazionale dei Lincei.
| Civiltà atestina      | Cronologia   |
| --------------------- | ------------ |
| Periodo I: Este I     | 900-750 a.C. |
| Periodo II: Este II   | 750-575 a.C. |
| Periodo III: Este III | 575-350 a.C. |
| Periodo IV: Este IV   | 350-182 a.C. |

## Situle
La situla Benvenuti è uno dei migliori esempi di questa produzione, con ornamenti animali (reali o fantastici), vegetali e geometrici, che dimostrano un'influenza orientale. Vi sono raffigurate anche scene con personaggi, dove si scorgono i primi intenti narrativi, con temi tipicamente locali come scene di commercio, di lotta, di vita rurale e di guerra.
Le situle sono diffuse su un ampio raggio, forse a opera di artigiani itineranti in contatto con civiltà orientali più progredite, probabilmente tramite la mediazione dell'Etruria o delle colonie adriatiche della Magna Grecia o della penisola balcanica.